# Beda Piringer
Beda Piringer (geboren als Leopold Piringer) (* 14. Oktober 1810 in Zulüssen bei Rainbach im Mühlkreis; † 3. Mai 1876 in Kremsmünster) war ein österreichischer Lehrer und Politiker.

## Leben
Piringer war der Sohn eines Bauern und katholischer Konfession. Er studierte von 1832 bis 1836 Katholische Theologie und Klassische Philologie an der Universität Wien. 1831 trat er dem Benediktinerorden in Kremsmünster bei. Von 1831 bis 1835 war er Novize und von 1832 bis 1836 Priesteramtsstudent in Wien. 1835 legte er das Ordensgelübde ab, nahm den Ordensnamen Beda an und 1836 wurde er in Kremsmünster zum Priester geweiht.
Von 1836 bis 1838 war er Kooperator in Sipbachzell und dann von 1838 bis 1841 Grammatiklehrer und von 1841 bis 1849 Professor am Ordensgymnasium in Kremsmünster; 1849–50 Kooperator in Kremsmünster; 1850–65 Professor am Ordensgymnasium, 1865–73 Direktor des Stiftsgymnasiums Kremsmünster. 1859 wurde er auch Stiftsarchivar in Kremsmünster. Von 1873 bis 1876 war er Stiftshochmeister, zunächst in Wien und seit 1874 in Kremsmünster.
Vom 18. Mai 1848 bis zum 19. April 1849 vertrat er den Wahlkreis 9. Österreich ob der Enns und Salzburg (Eferding) in der Frankfurter Nationalversammlung. Er schloss sich der Fraktion Pariser Hof an und gehörte zu den Abgeordneten, die gegen die Wahl Friedrich Wilhelms IV. zum Kaiser der Deutschen stimmten. Von Juni bis Dezember 1848 war er Mitglied im Katholischen Club in Frankfurt am Main.
Er war Verfasser belletristischer, historischer und philologischer Schriften (u. a. „Der Christbaum, ein lyrisch-didaktisches Gedicht“, Augsburg 1848). 1871 wurde er mit dem Titel Kaiserlicher Rat ausgezeichnet.